# Ісаково (Богородський міський округ)
Іса́ково (рос. Исаково) — присілок у складі Богородського міського округу Московської області, Росія.
22 червня 1954 року присілок був приєднаний до складу селища Електроуглі, яке 2 листопада 1956 року отримало статус міста. Заново утворений 2009 року.